# Maxx Almere

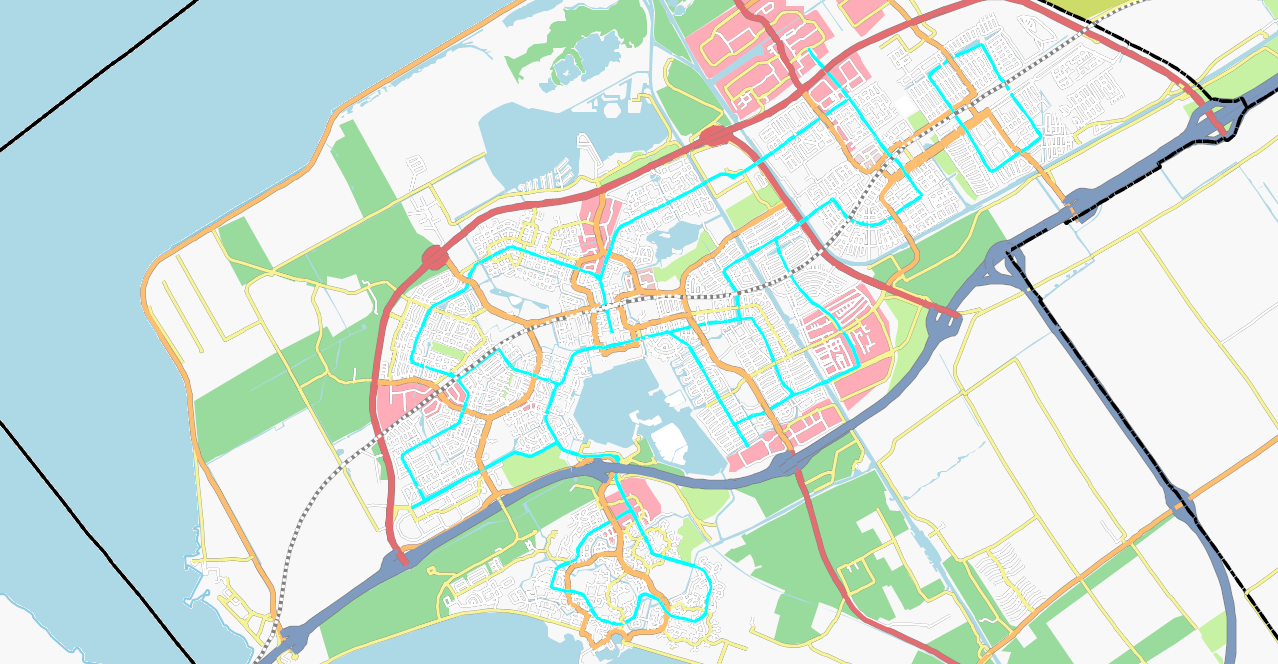
Busbanen in Almere in turquoise

Maxx Almere was een onderdeel van het hoogwaardig openbaar vervoer in Almere, uitgevoerd door Connexxion. Het concept Maxx Almere ging op 4 januari 2004 van start en is gestopt op 9 december 2017 na het verliezen van de concessie door Connexxion. Almere was de eerste stad waar Connexxion het concept Maxx had ingevoerd waar na bijna 14 jaar een einde aan is gekomen omdat de concessie op 10 december 2017 is overgegaan naar Keolis waar men onder de naam allGo is gaan rijden.
Maxx bestond uit de inzet van 72 lagevloerbussen, een verhoging van de ritfrequentie (van 6 naar 8 maal per uur op de meeste lijnen) ten opzichte van voor de invoering van Maxx en de invoering van een open instapregime in combinatie met een halfuurskaartje van € 3,- of een uurskaartje van € 5,- (dat ook op de streeklijnen geldig was). Connexxion had voor het Maxx-concept 35 extra buschauffeurs nodig. 
Het eerste jaar werd er een groei in het aantal reizigers van 40% gerealiseerd.
Sinds 30 juni 2011 kon er niet meer worden gereisd met de strippenkaart. De OV-chipkaart had het papieren kaartje vervangen. Wel bleef het mogelijk om een (half)uurskaartje te kopen bij de chauffeur. Het reizen met een Maxx-Meerreizenkaart bleef gewoon mogelijk. Dit kon aanvankelijk ook in papieren vorm (€ 15,50), maar de Maxx-Meerreizenkaart kon ook op de OV-chipkaart worden gezet (€ 14,50). Tot medio januari 2015 konden de papieren kaarten in de stempelautomaat gestempeld worden. Maxx Almere was daarmee de laatste stad-/streekvervoerder die deze automaten nog in gebruik had. Sinds oktober 2015 waren de papieren kaarten, die toen al een jaar niet meer te koop waren, niet meer geldig.

## Voorgeschiedenis openbaar vervoer in Almere

### Streekdienst
Al sinds 1969 reed de bus Lelystad-Amsterdam langs het toekomstige Almere. Hij stopte er aanvankelijk niet, pas in 1982 deed deze lijn het busstation ’t Oor in Almere aan en werd verlegd via de A6 in plaats van de Oostvaardersdijk. 
Voor de komst van de eerste buslijn en bewoners was de busbaan al gereed en de eerste eigen bussen in Almere waren lijn 60, die in november 1976 door de Flevodienst werd ingesteld tussen Almere Haven en het Westeinde in Amsterdam gelijktijdig met de komst van de eerste bewoners en lijn 61 naar Bussum (sinds 1981 lijn 151). In 1981 ging de Flevodienst op in de Verenigde Autobus Diensten en werd een nieuwe lijn 152 ingesteld, tussen Almere Stad en Station Amsterdam Amstel. Lijn 60 werd omgenummerd in lijn 150 en later in Amsterdam verlegd, eerst naar het Mr. Visserplein en later ingekort tot het Amstelstation. Lijn 152 werd in 1983 doorgetrokken naar Waterwijk Oost en in 1985 naar Almere Buiten. Ook verschenen er streeklijnen (die ook een lokale functie hadden) naar Weesp en Hilversum (de laatste via de Stichtse Brug). 
Omdat de VAD in verband met de komst van de Flevolijn weer zou moeten inkrimpen en daarom niet wilde investeren in nieuw personeel en materieel, boden collega-vervoersbedrijven de helpende hand. Zo deden machinisten van de Nederlandse Spoorwegen dienst op de bus, werd de lijn naar Weesp gereden door Centraal Nederland en bood het GVB versterking met GVB-bussen als volgwagens op lijn 150 en 152. Deze bussen werden gereden door personeel dat woonachtig was in Almere waar de GVB-bussen ook werden gestald. Aangekomen op het Amstelstation werden ze als extra ingezet op GVB-lijn 15. Daarnaast werden er ook touringcars met chauffeur gehuurd die als volgwagen werden ingezet.   
Na de ingebruikname van de Flevolijn in 1987 vervielen de lijnen 150 en 152. Tussen Almere Haven en Amsterdam bleef wel een rechtstreekse buslijn 158 rijden, echter naar Station Amsterdam Zuid in plaats van naar het Amstelstation. Pas in 1991 kwam er weer een rechtstreekse buslijn naar het Amstelstation. 
In 1994 ging de VAD op in Midnet en in 1999 in Connexxion.

### Stadsdienst
In 1980 werd de eerste echte stadslijn ingesteld, lijn 62 van Haven naar het in aanbouw zijnde Almere Stad. In 1981 werd deze lijn vernummerd in lijn 11. De lijnen 150 en 152 fungeerden binnen Almere ook als stadsdienst maar de echte stadsdienst groeide langzamerhand verder uit zoals onder meer een nieuwe lijn 12 naar Kruidenwijk en kreeg de aftakking van lijn 11 naar de Vaart het lijnnummer 19.
Langzamerhand werd de stadsdienst steeds verder uitgebreid, deels als vervanging voor de opgeheven streeklijnen. Het centraal overstappunt werd Station Almere Centraal in plaats van busstation 't Oor. 
In 1996 bestond de stadsdienst, die inmiddels lage nummers kende, uit de volgende lijnen:
| Lijn | Route                                     | Opmerkingen                   |
| ---- | ----------------------------------------- | ----------------------------- |
| 1    | Haven (rechtsom) - Oor - CS - Buiten      |                               |
| 2    | Haven (linksom) - Oor - Muziekwijk        | Beperkte dienst               |
| 3    | Haven (linksom) - Oor - CS - De Vaart     | De Vaart beperkte dienst      |
| 4    | Muziekwijk - CS - Buiten                  | Muziekwijk-CS beperkte dienst |
| 5    | Muziekwijk - CS - Buiten                  |                               |
| 6    | CS - Filmwijk                             | Pendellijn wijk in aanbouw    |
| 7    | Ringlijn Buiten - Regenboogbuurt - Buiten | Pendellijn wijk in aanbouw    |
| 9    | Buiten - De Vaart                         | Beperkte dienst               |

## Maxx

### Programma van Eisen
Aan de invoering van Maxx lag een openbare aanbesteding van het stadsvervoer door de gemeente ten grondslag. De gemeente had in het Programma van Eisen (PvE) aangedrongen op het verhogen van frequenties op belangrijkste lijnen van 6 naar 8 maal per uur (van een 10- naar 7,5-minutendienst) en de wens om alleen nog maar lagevloerbussen te gebruiken voor de stadsdienst. Ook wilde de gemeente graag een automatische halte-afroep en -display in de bus (iets dat tegenwoordig in vrijwel alle Nederlandse bussen, trams, metro's en treinen wordt gebruikt).
Hoewel de Almeerse stadsdienst voor bijna 100% gebruik maakt van een netwerk van vrije busbanen met verkeerslichtbeïnvloeding bij kruisingen, is de doorstroming (de gemiddelde rijsnelheid) niet bijzonder hoog. De Almeerders kochten namelijk, voordat Maxx werd ingevoerd, relatief vaak 2- en 3-strippenkaarten bij de buschauffeur, waardoor er bij de haltes veel oponthoud ontstond. Om het instappen te versnellen, drong de OV-autoriteit aan op een open instapregime.

### Openbare aanbestedingen
De openbare aanbesteding voor een periode van zes jaar (1 januari 2004 - 31 december 2009) werd gewonnen door de zittende vervoerder Connexxion. Deze vervoerder haalde een 9,1 als score. De andere drie deelnemende vervoerders, Stadsvervoer Nederland, Arriva en BBA-Connex behaalden respectievelijk een 7,8, een 4,9 en een 4,8.
De gemeente Almere maakte in april 2009 bekend dat de nieuwe openbare aanbesteding (1 januari 2010 - 9 december 2017) nogmaals werd gegund aan Connexxion. Connexxion was de enige vervoerder die zich had ingeschreven. De twee concessies Stadsvervoer Almere en Streekvervoer Almere zijn tot één concessie samengevoegd. Er waren informatieschermen en camerabewaking in de bus geplaatst en de stadsbussen hadden  roetfilters gekregen.

### Onderscheidingen
In 2004 had Maxx de CVOV-trofee, de prijs van het Centrum Vernieuwing Openbaar Vervoer (inmiddels opgegaan in het Kennisplatform Verkeer en Vervoer), ontvangen. In 2005 hadden Maxx en het Lelystadse busconcept "Lelybus" de Reizigersprijs van Reizigersvereniging ROVER gewonnen.

### Materieel
De stadsdienst had de beschikking over VDL Berkhof Ambassadors, Mercedes-Benz Citaro's (standaard en geleed) en Van Hool NewAG300-bussen. Daarnaast werd af en toe een streek-Ambassador ingezet op een stadsrit.

### Lijnennet

#### Maxx Almere
Het lijnennet van Maxx Almere bestond sinds 13 december 2015 uit de volgende lijnen (waarbij de spitslijnen 14 en 17 formeel niet tot de Maxx behoren, maar wel deel uitmaakte van de stadsdienst):
| Lijn | Route | Via | Opmerkingen                                                       |
| ---- | --- | --- | ----------------------------------------------------------------- |
| 1    | Almere Buiten, Station Almere Oostvaarders - Almere Haven | Molenbuurt, Bouwmeesterbuurt, Waterwijk, Station Centrum, Stedenwijk, Busstation ’t Oor                                                                                                 | Reed in Almere Haven linksom                                      |
| 2    | Almere Stad, Station Centrum - Almere Poort, Station Poort | Stedenwijk, Gooisekant | Reed niet na 21.00 uur en in het weekend.                         |
| 3    | Almere Buiten, Station Almere Oostvaarders - Almere Haven | Molenbuurt, Bouwmeesterbuurt, Waterwijk, Station Centrum, Stedenwijk, Busstation ’t Oor                                                                                                 | Reed in Almere Haven rechtsom                                     |
| 4    | Almere Stad, Station Centrum - Almere Poort, Station Poort | Stedenwijk, Station Muziekwijk, Literatuurwijk, Gooisekant, Europakwartier, Columbuskwartier, Homeruskwartier                                                                           |                                                                   |
| 5    | Almere Buiten Stripheldenbuurt-Oost - Station Oostvaarders - Almere Stad, Station Centrum - Oostvaardersbuurt, Seizoenenbuurt, Station Buiten, Bloemenbuurt, Faunabuurt, Landgoederenbuurt, Tussen de Vaarten, Verzetswijk, Station Parkwijk, Parkwijk, Flevoziekenhuis, Station Centrum | | Tussen Oostvaarders en Striphelden halve frequentie               |
| 6    | Almere Stad, Noorderplassen - Almere Stad, Station Parkwijk | Kruidenwijk, Staatsliedenwijk, Station Centrum, Flevoziekenhuis, Filmwijk, Danswijk | Tussen Station Centrum en Noorderplassen halve frequentie         |
| 7    | Almere Stad, Componistenpad - Sallandsekant | Station Muziekwijk, Kruidenwijk, Staatsliedenwijk, Station Centrum, Flevoziekenhuis, Parkwijk, Station Parkwijk, Verzetswijk, Tussen de Vaarten                                         |                                                                   |
| 10   | Almere Buiten, Industrieterrein de Vaart - Almere Poort, Station Poort | P.I. Almere, Molenbuurt, Station Buiten, Bloemenbuurt, Faunabuurt, Landgoederenbuurt, Tussen de Vaarten, Danswijk, Filmwijk, Kasteel Almere, Busstation ’t Oor, Almere Stad, Gooisekant | Reed niet na ca. 19.00 uur en in het weekend.                     |
| 14   | Almere Stad, Station Centrum - Almere Poort, Station Poort | | Spitslijn                                                         |
| 17   | Almere Stad, Sallandsekant - Almere Hout, Infopunt Nobelhorst | | Beperkte dienst met 8-persoonsbusje (spits en rond het middaguur) |

#### Maxx nacht
Het nachtlijnennet bestond sinds 14 december 2014 uit de volgende lijnen:
| Lijn | Route                     | Via                                                                    | Bijzonderheden                                           |
| ---- | ------------------------- | ---------------------------------------------------------------------- | -------------------------------------------------------- |
| N11  | Almere Stad - Almere Stad | Almere Buiten, Almere Oostvaarders, Station Parkwijk                   | Vrijdag- en zaterdagnacht.                               |
| N12  | Almere Stad - Almere Stad | Station Parkwijk, Almere Oostvaarders, Almere Buiten                   | Zaterdagnacht, rijdt de tegenovergestelde route van N11. |
| N13  | Almere Stad - Almere Stad | Busstation ’t Oor, Almere Haven, Busstation ’t Oor, Station Muziekwijk | Vrijdag- en zaterdagnacht.                               |

#### Uitbreiding lijnennet
- Er waren plannen voor een buslijn naar Almere Haven De Velden, maar na veel tegenstand werd dit plan opgegeven.
- In 2007 werd het busstation bij station Almere Centrum vernieuwd en met zes perrons uitgebreid zodat er in de toekomst meer capaciteit was voor nieuwe lijnen.
- In 2008 is lijn 10 geïntroduceerd (buslijn Station Buiten - Tussen de Vaarten - Veluwsekant - Busstation 't Oor - Gooisekant). Deze lijn zorgde tussen Almere Buiten en 't Oor en later ook Poort voor een snelle verbinding en een gegarandeerde overstap op de streeklijnen naar Amsterdam (327 en 328)
- Sinds maart 2010 reden naast lijn 4 ook de lijnen 2, 153 en 322 naar/via Almere Poort.
- Sinds 16 december 2013 reed er in de spitsuren en sinds september 2017 ook rond het middaguur een nieuwe buslijn 17 met een 8-persoonsbusje vanaf de halte Sallandsekant naar Nobelhorst in Almere Hout,

#### Voormalige lijnen
| Lijn    | Route                                                                             | Opmerkingen                                                          | Periode                                           |
| ------- | --------------------------------------------------------------------------------- | -------------------------------------------------------------------- | ------------------------------------------------- |
| 8       | Almere Stad, Station Centrum - Almere Hout, De Kemphaan                           |                                                                      | Reed tot 9 augustus 2008                          |
| 9       | Almere Buiten, Station Buiten - Almere Buiten, Industrieterrein De Vaart          | maandag t/m vrijdag buiten de spits                                  | Reed tot 2 augustus 2009                          |
| 11 (1e) | Almere Stad, Station Centrum - Almere Poort, Almeerderstrand                      | Zomerlijn                                                            | Reed in de zomer van 2004                         |
| 14      | Naar Almere Poort, Topsporthal                                                    | Tijdelijke lijn, voor ontsluiting van de Topsporthal in Almere Poort | Reed van augustus 2007 tot en met 9 augustus 2008 |
| 3       | Naar Almere Buiten, Molenbuurt-Noord - Almere Haven De Gouwen                     | In de daluren van maandag tot en met vrijdag tot Station Centrum.    | Reed tot 14 december 2014                         |
| 11 (2e) | Almere Buiten, Station Almere Buiten - Almere Buiten, Station Almere Oostvaarders | Reed ter vervanging van lijn 1                                       | Reed van december 2014 tot en met augustus 2015   |

### Nasleep
Door het grote succes van het Maxx-concept werd het ook in andere steden toegepast, namelijk Zwolle, Leeuwarden, Alkmaar en Amersfoort. Er zijn in de andere steden wel verschillen: men is in de andere steden waar Maxx rijdt verplicht om bij de voordeur in te stappen. Daarnaast gelden in iedere stad andere tarieven. 
De Maxx in Zwolle moest stoppen op 29 augustus 2010, omdat Connexxion de concessie had verloren. De stadbusdiensten te Zwolle zijn op 30 augustus 2010 overgegaan naar Syntus Overijssel.
Op 20 maart 2012 besloot de provincie Friesland dat Arriva de concessie in Noord- en Zuidwest-Friesland heeft gewonnen. De Maxx in Leeuwarden is daardoor gestopt op 8 december 2012.

## allGo
Op 10 december 2017 werd de concessie overgenomen door Syntus die onder de naam van de moedermaatschappij Keolis en de merknaam  allGo de Maxx voortzet. De lijnen 2, 10 en 14 kwamen daarbij te vervallen en de overige lijnen worden aangeduid als "metrolijn" M1-M7 met deels andere routes. De tak van lijn 10 naar de Vaart wordt flexibel uitgevoerd en kreeg het lijnnummer 22 en lijn 17 kreeg het lijnnummer 25 en op bepaalde tijden als buurtbus lijn 525. De vervallen trajecten van de lijnen 2, 10 en 14 zijn deels overgenomen door lijnen richting Amsterdam als onderdeel van R-net.